# Konrad Karl Glaser

Konrad Karl Glaser

Konrad Karl Glaser (* 17. März 1876 in Nordheim; † 12. Januar 1956 ebenda) war ein deutscher Landwirt und Politiker (HBB/DNVP).

## Leben und Beruf
Konrad Karl Glaser wurde am 17. März 1876 als Sohn des Landwirtes und Politikers Sebastian Glaser (1842–1899) und seiner Frau Wilhelmine Katharina, geborene Glaser, in Nordheim bei Biblis geboren. Sein Vater war von 1883 bis 1899 Bürgermeister in Nordheim und 1897 bis 1899 für den Bauernbund Mitglied der zweiten Kammer der Landstände des Großherzogtums Hessen. Nach dem Volksschulabschluss in seinem Geburtsort besuchte er eine landwirtschaftliche Schule in Darmstadt und durchlief gleichzeitig eine praktische Lehre im elterlichen Betrieb. Anschließend arbeitete er als Landwirt in Nordheim. Während der Zeit des Deutschen Kaiserreiches war er 15 Jahre lang Vorstandsmitglied des Bundes der Landwirte im Großherzogtum Hessen. Konrad Karl Glaser starb am 12. Januar 1956 in Nordheim.

## Politik
Glaser war 1919 Mitbegründer und Provinzialvorsitzender des Hessischen Bauernbundes (HBB). Er amtierte seit 1919 als Bürgermeister der Gemeinde Nordheim, war Kreistagsabgeordneter im Landkreis Bensheim und war von 1921 bis 1933 Mitglied des Hessischen Landtages. Bei der Reichstagswahl im Mai 1924 wurde er für die Deutschnationale Volkspartei (DNVP) in den Deutschen Reichstag gewählt, dem er bis Dezember 1924 angehörte.